# Воскресение Христово (яйцо Фаберже)
Воскресение Христово — ювелирное яйцо, одно из императорских пасхальных яиц, изготовленных фирмой Карла Фаберже для русской императорской семьи. Создано в период с 1884 по 1894 год по заказу императора Александра III и подарено его супруге, императрице Марии Фёдоровне.
В настоящее время ювелирное яйцо находится в постоянной экспозиции Музея Фаберже в Санкт-Петербурге, расположенном во дворце Нарышкиных-Шуваловых.

## Краткая историческая справка
Изделие, схожее по описанию с яйцом «Воскресение Христово», фигурировало в ряде описных документов, в частности — в списке драгоценностей Марии Федоровны, составленной управляющим Аничковым дворцом генерал-майором Ереховичем, а также в описи конфискованных императорских драгоценностей от 1922 года (составлена при передаче из Оружейной палаты в Совнарком). Впоследствии яйцо было продано некоему «господину Дереку», а в 1934 году фигурировало в списке лотов аукциона Christie’s в Лондоне. Статус изделия остается неопределённым, так как оно не располагает инвентарным номером и не значится в финансовых документах императорского кабинета; тем не менее, специалисты усматривают основания относить его к «императорской серии».

## Внешний вид
Яйцо изготовлено из горного хрусталя, окаймленного по вертикали алмазным бордюром. Внутри яйца расположена скульптурная группа, представляющая Христа и двух коленопреклоненных ангелов, стоящих по обе стороны от его гробницы. В оформлении группы использованы эмаль и алмазы. Подставка имеет вид четырёхчастной орнаментированной ножки, украшенной пятью жемчужинами. Стоящие на изделии клейма позволяют установить, что оно было изготовлено главным мастером фирмы Фаберже М. Е. Перхиным и что в его оформлении использовано 14-каратное золото.

## Сюрприз
Данное яйцо не имеет сюрприза. Ряд исследователей и искусствоведов, принимая во внимание некоторые сопутствующие факты, считают возможным предполагать, что «Воскресение Христово» само по себе является сюрпризом, содержавшимся в яйце «Ренессанс». В частности, указывается на его точное соответствие внутренним размерам этого яйца, стилистическую схожесть с ним, а также на тот факт, что в счёте на «Ренессанс» был указан жемчуг, который в оформлении этого изделия не использовался.